# ロック・フィールド
株式会社ロック・フィールド（英: ROCK FIELD CO.,LTD.）は、兵庫県神戸市東灘区に本社を置く、惣菜の製造ならびに販売をおこなう会社である。

## 概要
日本全国ありとあらゆるデパ地下に進出しているサラダを中心とした「RF1」、コロッケをブランド化して大成功した「神戸コロッケ」など、人気惣菜店を全国330箇所で展開。（2008年1月時点）

## 沿革
- 1972年（昭和47年）6月8日 - 資本金300万円で設立[1]。
  - 大丸神戸店へ1号店を出店。
- 1980年 - 神戸ファクトリー開設。関東地区へ進出。
- 1989年 - 「神戸コロッケ」元町店開店。
- 1991年 - 大阪証券取引所新二部上場。静岡ファクトリー開設。
- 1992年 - - ハウスブランド「RF1」創設。
- 1994年 - 「そうざいや地球健康家族」1号店を出店。
- 1996年 - 大阪証券取引所第二部上場。
- 1998年 - 「三日坊主」1号店を出店。
- 1999年 - ISO 14001を3ファクトリーで認証取得。「サラダバッグ」1号店出店。
- 2000年 - 東京証券取引所・大阪証券取引所市場第一部上場。静岡ファクトリーパーク竣工。
- 2001年 - 「融合」1号店出店。路面店として「RF1岡本店」出店。
- 2003年 - 玉川SPSファクトリー竣工。
- 2004年 - 神戸ヘッドオフィス・神戸ファクトリー竣工。「サラダバッグ」を「ベジテリア」に業態変更。
- 2005年
  - 2月 - 神戸市建築文化賞受賞。
  - 3月 - デザイン・エクセレント・カンパニー賞受賞。～2005 Honor Awards～ Merit Awards 受賞。
  - 9月 - 「いとはん」1号店を出店。
- 2010年 - 「グリーン・グルメ」1号店を出店。
- 2011年2月一杯で、ブランド「そうざいや地球健康家族」が終了。

## 主な事業所

### 静岡ファクトリーパーク

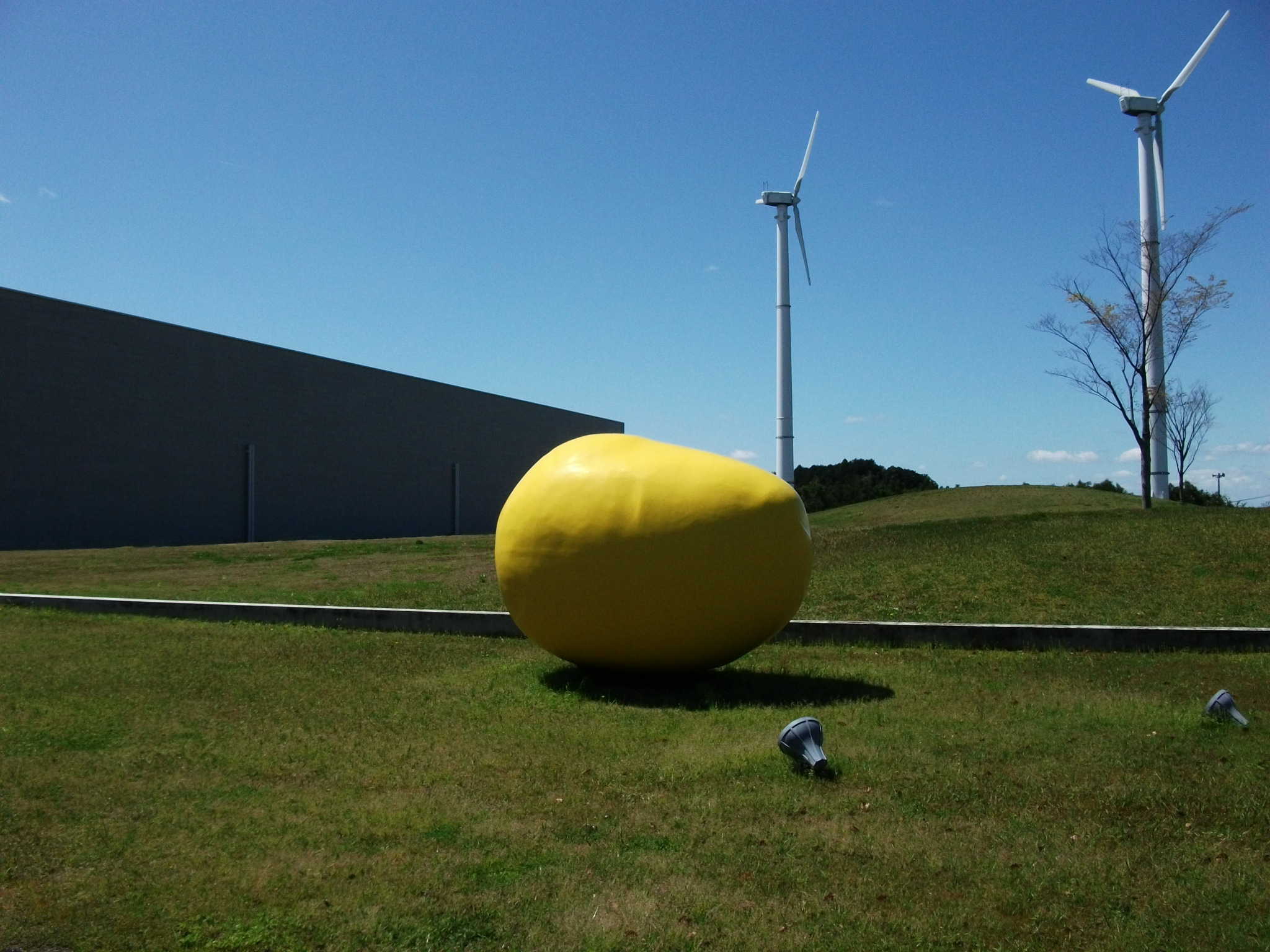
静岡ファクトリーパーク。中央はジャガイモのオブジェ。

静岡県磐田市にあり、主にサラダやフライ類を製造する。1991年に第1期、2000年に第2期工事が完成。2009年からは第3期分が部分稼働を開始している。安藤忠雄が工場として初めて設計を担当し、一部の電力を100kwの風車3基による風力発電でまかなうエコファクトリーとして知られている。主に排水浄化用電力を賄い、排水は敷地内のビオトープに使用されている。開設当時に、敷地内に従業員の人数分の次郎柿の木を植えるなどの取り組みから、2007年に緑化優良工場関東経済産業局長賞を受賞した。同工場には従業員の保育施設「風車の丘保育室」も存在し、子供達に「食べる」と「教育」を掛け合わせた「食育」を柱にした保育活動もおこなわれている。

### 神戸ファクトリー
2004年に、神戸市東灘区魚崎浜町に開設。旧そごう物流センターを取得し、減築して再利用している。静岡ファクトリー同様、安藤忠雄が設計を担当、「元気の木保育室」を設けている。

## テレビ番組
- 日経スペシャル カンブリア宮殿 「デパ地下のサラダ王が語る ～こだわり抜いて客を呼べ！」（2008年1月21日、テレビ東京）- 出演：社長 岩田弘三[3]。